# Бюльбюль смугастощокий
Бюльбю́ль смугастощокий (Arizelocichla milanjensis) — вид горобцеподібних птахів родини бюльбюлевих (Pycnonotidae). Мешкає на сході Південної Африки. Маскові і малавійські бюльбюлі раніше вважалася підвидами смугастощокого бюльбюля.

## Поширення і екологія
Смугастощокі бюльбюлі мешкають на південному сході Малаві, в горах Муландже, на крайньому сході Зімбабве і на заході центрального Мозамбіку. Вони живуть в рівнинних і гірських тропічних лісах і чагарникових заростях. Зустрічаються на висоті від 1100 до 2000 м над рівнем моря.